# Вулиця Нижній Вал (Київ, Дарницький район)
Ву́лиця Ни́жній Вал — вулиця в Дарницькому районі Києва, розташована в межах мікрорайону Бортничі. Складається з двох окремих частин: перша пролягає від вулиці І. Дяченка до тупика, друга — від вулиці Євгенія Харченка до вулиці І. Дяченка.

## Історія
Вулиця Нижній Вал почала формуватися наприкінці 1930-х — на початку 1940-х років. Остаточно сформована та забудована у 1940—50-і роки під такою ж назвою.